# Fats Waller
Fats Waller (született Thomas Wright Waller) (New York, 1904. május 21. – Kansas City, Missouri, 1943. december 15.) amerikai dzsessz-zongorista, dalszerző, énekes. Legismertebb kompozíciói az Ain't Misbehavin és a Honeysuckle Rose. 1984-ben, illetve 1999-ben bekerült a Grammy Hall of Fame-be.

## Élete

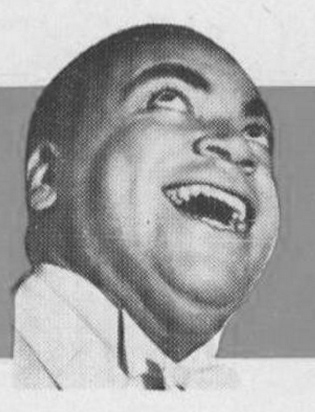

Tizenegy testvére közül öt érte meg a felnőttkort. Zongorázni hatéves korában kezdett. Négy évvel később beállt apja gyülekezetébe. Az édesanyja tanította, miközben egy élelmiszerüzletben dolgozott.  Tizenöt éves korában otthagyta az iskolát, és a Harlemi Lincoln Színházban kezdett dolgozni heti 32 dollárért, és megírta az első raget.
Összebarátkozott a zongorista James P. Johnsonnal, akivel munkatársak is lettek.
1922-ben készítette első önálló hangfelvételét, majd számos blueszenésszel dolgozott. Népszerű szerzeményei megalapozták hírnevét. 1928-ban mutatkozott be a Carnegie Hallban. 1934-ben sok felvétele készült kisegyüttesével, a Fats Waller and his Rythmmel. A '30-as években a keleti parton dolgozott a New Cotton Clubban.
1935-től filmekben is szerepelt. Európában is turnézott.

## Díjai
- 1970: Songwriters Hall of Fame
- 1989: Big Band and Jazz Hall of Fame
- 1993: Grammy Lifetime Achievement Award
- 2005: Jazz at Lincoln Center: Nesuhi Ertegun Jazz Hall of Fame
- 2008: Gennett Records Walk of Fame